# واشنطن غاردنر
واشنطن غاردنر (بالإنجليزية: Washington Gardner) هو محامي وسياسي أمريكي، ولد في 16 فبراير 1845 في مقاطعة مورو في الولايات المتحدة، وتوفي في 31 مارس 1928. حزبياً، نشط في الحزب الجمهوري. وقد انتخب عضو مجلس النواب الأمريكي.